# Polscy łyżwiarze figurowi na zimowym olimpijskim festiwalu młodzieży Europy
Polscy łyżwiarze figurowi na zimowym olimpijskim festiwalu młodzieży Europy – występy reprezentantów Polski na Zimowym Olimpijskim Festiwalu Młodzieży Europy w zawodach łyżwiarstwa figurowego.
| Złoto | Srebro | Brąz | Razem |
| ----- | ------ | ---- | ----- |
| 1     | 1      | 0    | 2     |

## Wyniki
| Rok                             | Miejsce   | Soliści                  | Solistki                | Pary sportowe | Pary taneczne                            | Źr.           |
| ------------------------------- | --------- | ------------------------ | ----------------------- | ------------- | ---------------------------------------- | ------------- |
| 1993                            | Aosta     | NO                       | NO                      | NO            | – Sylwia Nowak / Sebastian Kolasiński    |               |
| 1995                            | Andora    | 7 – Adam Załęgowski      | 11 – Sabina Wojtala     | —             | – Jolanta Bury / Łukasz Zalewski         | [ 1 ] [ 2 ]   |
| 1997                            | Sundsvall | DNS                      | 4 – Sabina Wojtala      | —             | DNS                                      | [ 3 ]         |
| 1999                            | Poprad    | DNS                      | 9 – Iwona Szczepka      | —             | 6 – Agata Rosłońska / Michał Tomaszewski | [ 4 ]         |
| zawody nie odbyły się w 2001 r. |           |                          |                         |               |                                          |               |
| 2003                            | Bled      | 10 – Przemysław Domański | DNS                     | DNS           | 10 – Joanna Budner / Jan Mościcki        | [ 5 ]         |
| 2005                            | Monthey   | DNS                      | DNS                     | —             | —                                        |               |
| 2007                            | Jaca      | 11 – Edwin Siwkowski     | 10 – Laura Czarnotta    | —             | —                                        | [ 6 ] [ 7 ]   |
| 2009                            | Cieszyn   | 12 – Sebastian Lofek     | 19 – Marta Olczak       | —             | DNS                                      | [ 8 ] [ 9 ]   |
| 2011                            | Liberec   | 6 – Kamil Dymowski       | 24 – Paulina Turkowska  | —             | —                                        | [ 10 ] [ 11 ] |
| 2013                            | Braszów   | 15 – Kamil Peteja        | 10 – Agata Kryger       | —             | —                                        | [ 12 ] [ 13 ] |
| 2015                            | Dornbirn  | 16 – Ryszard Gurtler     | 23 – Agnieszka Rejment  | —             | —                                        | [ 14 ] [ 15 ] |
| 2017                            | Erzurum   | 13 – Kornel Witkowski    | DNS                     | —             | —                                        | [ 16 ]        |
| 2019                            | Sarajewo  | DNS                      | 18 – Magdalena Zawadzka | —             | —                                        | [ 17 ]        |